# ザラハ
ザラハ (ドイツ語: Salach) は、ドイツ連邦共和国バーデン＝ヴュルテンベルク州シュトゥットガルト行政管区のゲッピンゲン郡に属す町村（以下、本項では便宜上「町」と記述する）である。

## 地理

### 位置
ザラハは、高度 350 m から 563 m のフィルスタール（フィルス川の谷）に位置している。郡庁所在地ゲッピンゲンから東に約 7 km にあたる。

### 隣接する市町村
ザラハは、北はオッテンバッハ、東はドンツドルフ、南はジューセン、西はアイスリンゲンと境を接している。

### 自治体の構成
自治体ザラハには、首邑のザラハ、小集落のベーレンバッハ、農場集落のベーレンバッハホーフ、ベーレンヘフレ、バイアーホーフ、コプフヘーフェ、シュタウフェンエック、ハウス・アウが含まれる。

### 土地利用
| 用途                 | 面積 (ha) | 占有率 (%) |
| -------------------- | --------- | ---------- |
| 住宅地               | 91        | 11.0       |
| 商工業地             | 61        | 7.3        |
| レクリエーション用地 | 9         | 1.1        |
| その他市街地         | 26        | 3.1        |
| 交通用地             | 65        | 7.9        |
| 農業用地             | 319       | 38.4       |
| 森林                 | 244       | 29.4       |
| 水域                 | 4         | 0.5        |
| その他               | 12        | 1.4        |
| 合計                 | 831       | 100        |

2022年現在の州統計局のデータに基づく。

## 歴史

### 近世まで
町の西部、産業地区「シュタイニンガー・エッシュ」の一部にローマ時代のカステル・アイスリンゲン＝ザラハの遺跡がある。これは、おそらく紀元後125年から159年に造営された。
ザラハはコンスタンツ司教区の徴税簿 Liber decimationis に1275年に初めて記録されている。早くもこの頃に教会区が設けられた。シュタウフェンエック家がこの地を治めていたが、1333年にレヒベルク伯に売却された。レヒベルク本家がが断絶した後デーゲンフェルト伯がこの村を治めた。
この町では1608年から学校の存在が証明されている。ネルトリンゲンの戦い後シュヴァーベン地方は進軍してくる軍隊に対して無防備になった。ザラハも1635年にほぼ完全に略奪された。

### 19世紀以降
ザラハは、1806年に陪臣化によりヴュルテンベルク王国領となり、オーバーアムト・ゲッピンゲンに編入された。
1847年に新設されたフィルスタール鉄道によってヴュルテンベルク州有鉄道の路線網に接続した。
ナチ時代のヴュルテンベルクの郡域再編によりザラハは1938年にゲッピンゲン郡に属した。1945年にザラハはアメリカ占領地区の一部となり、新設されたヴュルテンベルク＝バーデン州に属した。この州は1952年に現在のバーデン＝ヴュルテンベルク州に再編された。

## 住民

### 人口推移
1871年から2020年までのこの町の人口推移を示す。
| 時点   | 人口（人） |
| ------ | ---------- |
| 1871年 | 1,077      |
| 1900年 | 1,858      |
| 1939年 | 3,638      |
| 1950年 | 5,289      |
| 1970年 | 7,123      |
| 1983年 | 6,415      |
| 1987年 | 6,793      |
| 1991年 | 7,257      |
| 1995年 | 7,674      |
| 2005年 | 7,867      |
| 2010年 | 7,748      |
| 2015年 | 7,921      |
| 2020年 | 8,080      |

## 行政

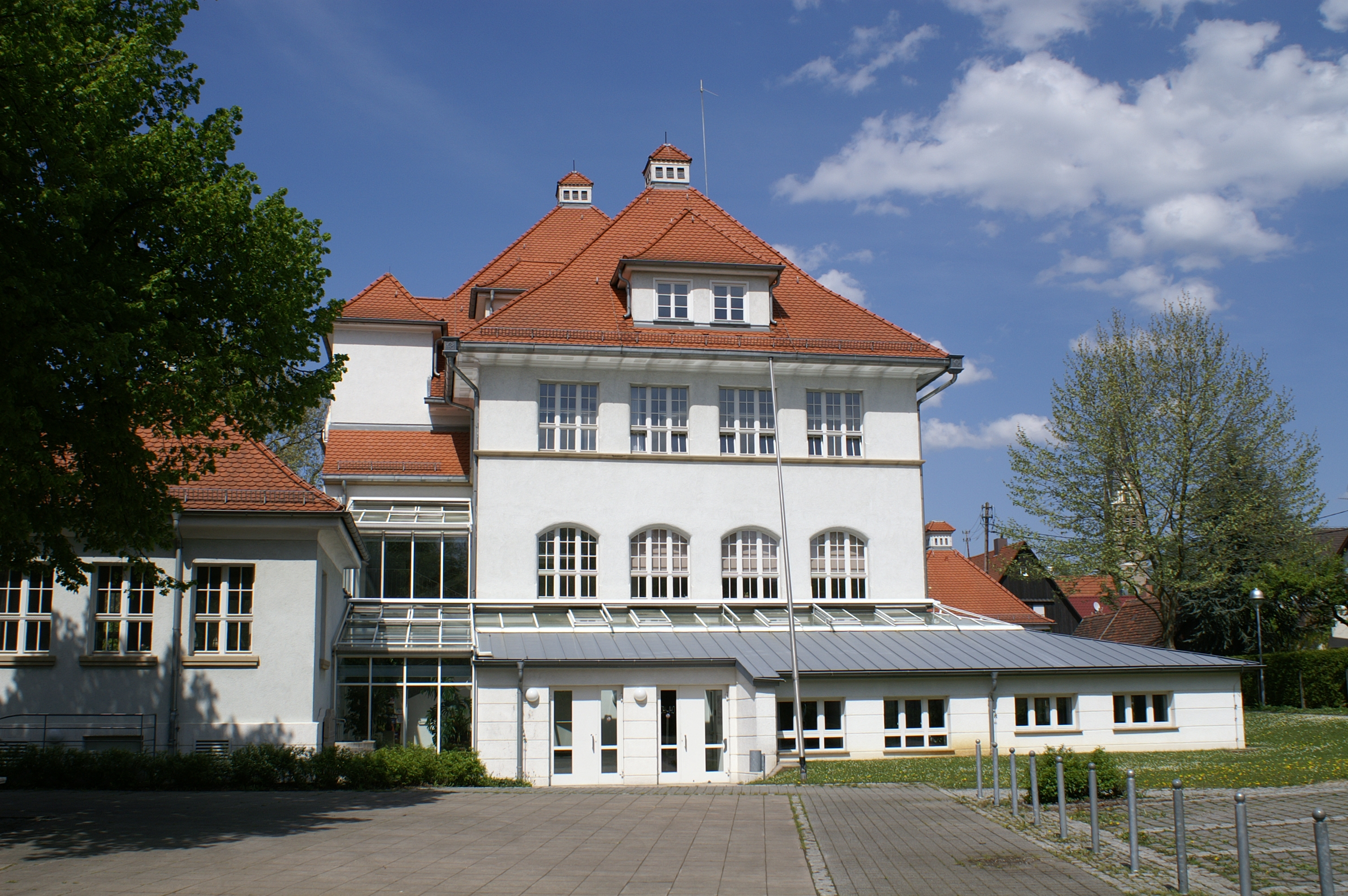
ザラハの町役場

### 議会
ザラハの町議会は18議席からなる。町議会は、これらの選出された名誉職の議員と議長を務める町長で構成されている。町長は町議会において投票権を有している。

### 首長
17世紀から19世紀まで Schultheiß が首長の機能を担っていた。
町長は8年ごとに住民の直接選挙で選出される。第二次世界大戦以後の町長を列記する。
- 1945年 - 1948年: カール・ライプレ（暫定町長）
- 1948年 - 1978年: ジークフリート・シュネル
- 1978年 - 1986年: ウード・ヴァイス (SPD)
- 1986年 - 2000年: ベルンハルト・イルク (CDU)
- 2000年 - 2016年: ベルント・ルッツ
- 2016年 - 2022年: ユリアン・シュティップ (SPD)
- 2023年 - : デニス・エーベルレ (CDU)

2023年1月13日からデニス・エーベルレ (CDU) が町長を務めている。彼は2022年10月16日の町長選挙で 52.8 % の支持票を獲得して町長に選出された。彼はユリアン・シュティップ (SPD) の後任である。シュティップは2016年4月に9人の対立候補を相手に 69.2 % の票を獲得して町長に選出された。彼は2022年6月26日にモスバッハの上級市長に選出され、2022年8月末にザラハ町長を辞任した。

### 紋章
図柄: 金地に立ち上がった青い獅子。
この紋章はシュタウフェンエック家の紋章と同じものである。シュタウフェンエック家の累代の城はザラハ町内に遺跡として存在している。町の紋章としての使用は、1912年にシュトゥットガルトの文書館長によって提案され、青-黄の旗とともに、1960年3月7日に内務省により認可された。

### 姉妹自治体
- フジュロル（フランス、オート＝ソーヌ県）[6]

## 経済と社会資本

### 交通
ザラハは連邦道 10号線（レーバッハ - アウクスブルク）沿いに位置している。
町には、1847年に開通したフィルスタール鉄道（シュトゥットガルト - ウルム）の駅があり、30分ごとにメトロポールエクスプレスの列車が発着する。シュタウファークライス交通協会の数多くのバス路線が公共旅客近郊交通 (ÖPNV) を担っている。

### 地元企業
ザラハは、ドイチュポスト AG の第73郵便センター（ゲッピンゲン地区）の本部所在地である。このセンターは1997年11月28年にオープンした。さらに機械製造企業や締め付け加工（自動車部品サプライヤー）の会社が本社を置いている。

### 教育
ザラハには、基礎課程・総合学校がある。

### 消防
ゲッピンゲン郡の危険物処理車両がザラハに配備されている。

## 文化と見所

### 見所
- シュタウフェンエック城趾

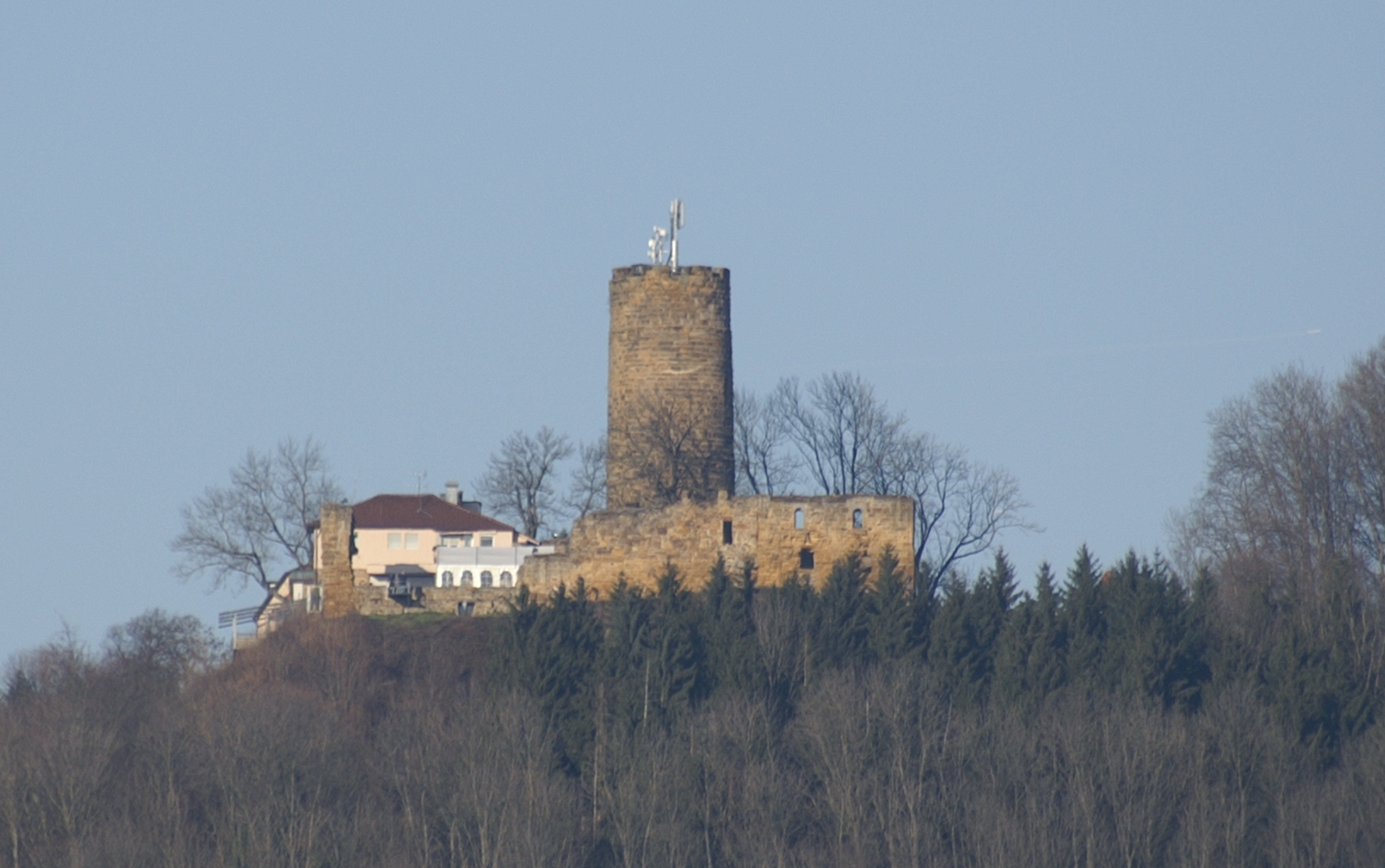
シュタウフェンエック城趾

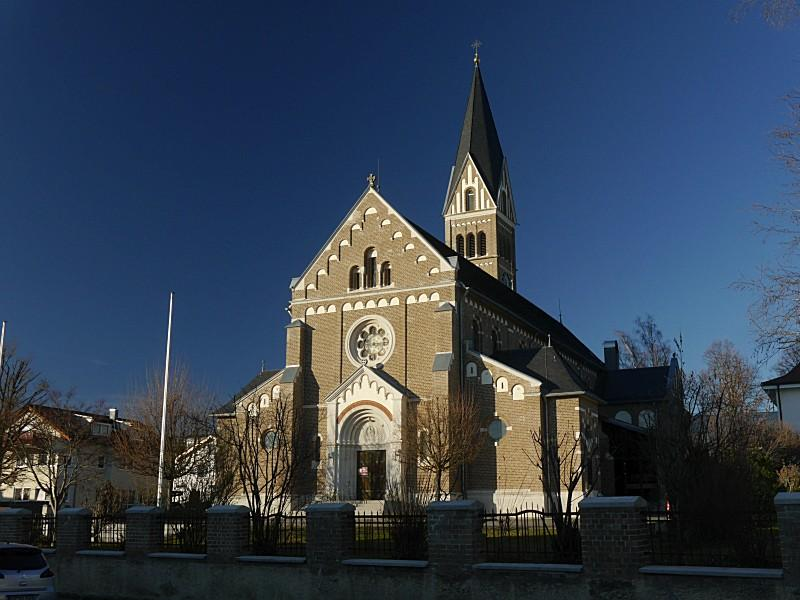
ベーレンバッハの聖ルチアおよびマルガレータ礼拝堂
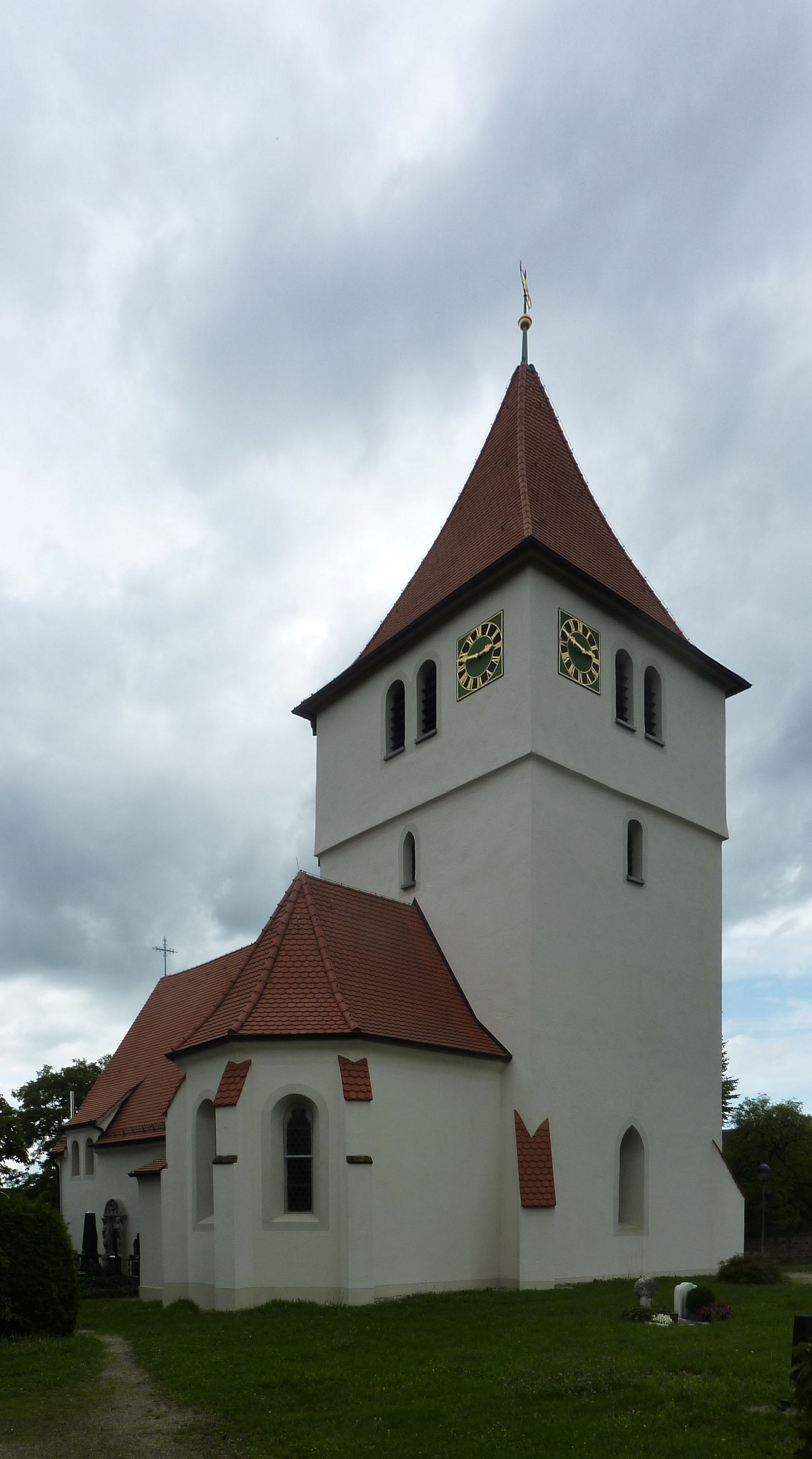
カトリックの聖マルガレータ教会
- 福音主義のマルガレーテン教会
- 町役場
- シュタウファーラントハレ
- シャッヘンマイヤー屋外プール
- 町立文書館

- カトリック聖マルガレーテ教会
- 福音主義マルガレーテン教会

## 関連図書
- Rudolf Moser, ed (1844). “Gemeinde Salach”. Beschreibung des Oberamts Göppingen. Die Württembergischen Oberamtsbeschreibungen 1824–1886. Band 20. Stuttgart / Tübingen: Cotta’sche Verlagsbuchhandlung. pp. 276–282
- Adolf Aich (1960). Geschichte der Gemeinde Salach und der Burg Staufeneck. Salach
- Gemeinde Salach (1975). 700 Jahre Salach 1275–1975. Salach